# アメリカ合衆国北部

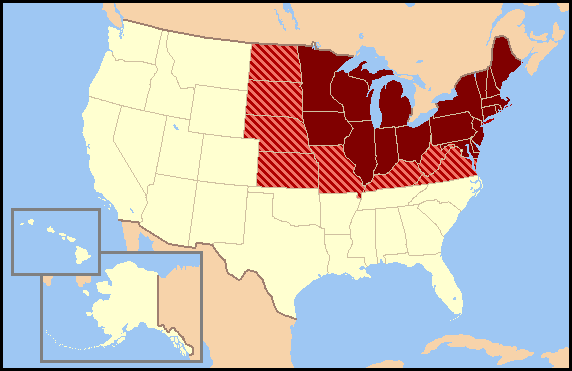
現在のアメリカ合衆国の「北部」の範囲。情報源によって範囲は変動しうる。赤茶色の部分は、通常北部に含まれる地域を、斜線の部分は含まれることがある地域を指す。

アメリカ合衆国北部（アメリカがっしゅうこくほくぶ、Northern United States、また単にアメリカ北部：American North）は、アメリカ合衆国の北東部地域をいう。アメリカ国内などでは、単に北部と呼ばれることもある。
歴史上の問題（特にアメリカ南北戦争）が扱われる場面では、ミズーリ州の北半分のみを含んだり、北東部ではないカリフォルニア州などを含んだりと、その範囲が文脈との関係で分かれることがある。歴史的なアメリカ合衆国の領域の拡大に伴い、その示す範囲は変動している。

## 文化
南部に比べ、古くから海外とのかかわりが多いため、海外の文化が多く混じる（対する南部は、独自のユニークな文化を持つ）。また、周辺地域からの影響もあり、南部やカナダの文化も混じる。

### 宗教
宗教分布図で見てみると、ほとんどがキリスト教プロテスタントである。カトリックなども多い。また、最近は中東からの移民が多いため、イスラム教が、第二次世界大戦後の影響もありユダヤ教が多い。これは、南部など他地域にもいえる事である。東南アジアなどからの移民も多いため、ヒンドゥー教や仏教も目立つ。

### 料理
肉を多く用いる料理が多いが、南部ほどではない。現在、ファーストフードといわれているハンバーガーも北部生まれといわれている（北部、南部ともに、4つの都市がハンバーガーを生み出したと自称している）。イタリアで生まれたピザが現在のように変化したのも、アメリカ北部といわれている。

## 歴史

### 南北戦争
アメリカの多くの歴史的な都市がアメリカ合衆国北部におかれていたため、都市化が進んでいる。このためにアメリカ合衆国の北部は、対するアメリカ合衆国南部と異なり、工業技術が進み、1850年頃には経済的な面などで急成長を遂げていた。
工業で経済的繁栄を図る北部とは対照的に南部では奴隷を用いたプランテーション農場が主な産業であり、関税や国家体制などあらゆる場面で北部と対立関係が生じていた。南部で奴隷として扱われた黒人らのいくらかは、奴隷制反対派の助けなどを受けて、北部に逃亡した。また、北部は南部に対して奴隷制を廃止するよう強く求めた。そのことから、アメリカは、それまでのアメリカ合衆国（北部）からアメリカ連合国（南部）が独立を宣言した。
1861年月12日、南部軍の北部進撃によってアメリカ南北戦争（通称:南北戦争）が開戦された（南部側は北部軍の進撃によって開戦したと主張した）。戦争は当時のアメリカ合衆国大統領エイブラハム・リンカーンが指揮をとった。緒戦は南部軍が優勢であったが、その後北部軍が優勢となり、4年間の戦いの後、北部の勝利という形で終戦を迎えた。

### 終戦後から20世紀
南北戦争の終戦後、アメリカは再び統一された。
戦争によって大きな被害を受けた南部は、経済面などで打撃を受けたが、北部は保護関税などの恩恵により経済的な面で成長を続けていた。また、奴隷として扱われていた黒人たちには形式上完全なアメリカ合衆国市民権や選挙権が与えられ、奴隷制度も廃止された。しかし、南部を中心とした白人は、黒人の政治進出阻止を目的とした、さまざまな差別立法を行った。
その後、第一次世界大戦、第二次世界大戦と開戦するが直結的な被害は受けなかった。